# Метаванадат аммония
Метаванадат аммония — неорганическое соединение, соль аммиака и метаванадиевой кислоты с формулой NH4VO3, белые или желтоватые кристаллы, малорастворимые в воде.

## Получение
- Растворение оксида ванадия(V) в концентрированном растворе аммиака:

{\displaystyle {\mathsf {V_{2}O_{5}+2(NH_{3}\cdot H_{2}O)\ {\xrightarrow {}}\ 2NH_{4}VO_{3}+H_{2}O}}}
- Обменной реакцией между метаванадатом натрия и хлоридом аммония:

{\displaystyle {\mathsf {NaVO_{3}+NH_{4}Cl\ {\xrightarrow {}}\ NH_{4}VO_{3}\downarrow +NaCl}}}

## Физические свойства
Метаванадат аммония образует белые или желтоватые кристаллы ромбической сингонии, пространственная группа P mab, параметры ячейки a = 0,5827 нм, b = 1,1790 нм, c = 0,4902 нм, Z = 4.
Умеренно растворяется в воде, не растворяется в этаноле и диэтиловом эфире.

## Химические свойства
- Разлагается при нагревании на воздухе с образованием оксида ванадия(V):

{\displaystyle {\mathsf {2NH_{4}VO_{3}\ \xrightarrow {800^{o}C,O_{2}} \ 2NH_{3}+V_{2}O_{5}+H_{2}O}}}
- Разлагается при нагревании в инертной атмосфере с образованием оксида состава {\displaystyle {\mathsf {V_{3}O_{7}}}}:

{\displaystyle {\mathsf {18NH_{4}VO_{3}\ {\xrightarrow {350^{o}C,N_{2}}}\ 6V_{3}O_{7}+16NH_{3}+N_{2}+12H_{2}O}}}
Это происходит из-за того, что аммиак, выделяющийся в первой реакции, способен частично восстановить пентаоксид ванадия до {\displaystyle {\mathsf {V_{3}O_{7}}}}. При нагревании в обычной атмосфере этому препятствует кислород воздуха, который мгновенно окисляет {\displaystyle {\mathsf {V_{3}O_{7}}}} и не даёт ему выделяться. В инертной же атмосфере ничего не препятствует частичному восстановлению оксида ванадия(V).
- Реагирует с кислотами:

{\displaystyle {\mathsf {2NH_{4}VO_{3}+2HCl\ {\xrightarrow {}}\ V_{2}O_{5}\downarrow +2NH_{4}Cl+H_{2}O}}}
- Реагирует с щелочами:

{\displaystyle {\mathsf {NH_{4}VO_{3}+3NaOH\ {\xrightarrow {100^{o}C}}\ Na_{3}VO_{4}+NH_{3}\uparrow +2H_{2}O}}}
- Восстанавливается водородом:

{\displaystyle {\mathsf {2NH_{4}VO_{3}+2H_{2}\ {\xrightarrow {700-750^{o}C}}\ V_{2}O_{3}+2NH_{3}+3H_{2}O}}}
- Реагирует с гидросульфатом аммония в кислой среде:

{\displaystyle {\mathsf {4NH_{4}VO_{3}+2NH_{4}HSO_{4}+5H_{2}SO_{4}\ \xrightarrow {90^{o}C} \ 4VOSO_{4}+3(NH_{4})_{2}SO_{4}+6H_{2}O+3O_{2}}}}
- С гидросульфидом аммония и сероводородом образует комплексный сульфид (тиосоль):

{\displaystyle {\mathsf {NH_{4}VO_{3}+2NH_{4}HS+2H_{2}S\ {\xrightarrow {}}\ (NH_{4})_{3}[VS_{4}]+3H_{2}O}}}

## Применение
- Катализатор в органическом синтезе.